# NScripter
NScripter es un motor de software que se utiliza para la creación de novelas visuales, escrito por Naoki Takahashi. Debido a
su sencillez y su licencia liberal (aunque no es de código abierto, el uso comercial sin derechos de autor se permite), se hizo rápidamente popular en Japón, y fue utilizado para una serie de títulos comerciales y dōjin de alto perfil, tales como HaniHani y Tsukihime.

## Clones y ramas
El NScripter original es de código cerrado y sólo está disponible para Microsoft Windows. Se han escrito una serie de clones multiplataforma.

### ONScripter
El más conocido clon NScripter es la implementación de software libre, ONScripter. Su popularidad entre la comunidad de localización de novelas visuales se atribuye a la facilidad de modificar el motor para soportar otros idiomas además del japonés. Se esfuerza por mantener la compatibilidad con novelas visuales diseñados para NScripter.
ONScripter se basa en el Simple DirectMedia Layer (SDL) de biblioteca, y por lo tanto se puede utilizar para ejecutar juegos de NScripter en plataformas soportadas por SDL, como Mac OS X, Linux, Dreamcast, PlayStation Portable y el iPod de Apple.

### ONScripter-EN
ONScripter-EN es una rama de ONScripter que se mantiene separado de la comunidad inglesa, para mayor comodidad y para facilitar la introducción de mejoras que se adaptan a la comunidad. Por ejemplo, ONScripter-EN apoya el cambio entre Inglés y Japonés en el juego, mientras que el soporte de idiomas en ONScripter debe determinarse en tiempo de compilación. Además, para gestionar mejor el sistema de construcción que se consideró complicado, construir los requisitos se han endurecido, lo que limita la construcción fuera de la caja a las plataformas POSIX conformes solamente.
Este motor ha sido utilizado en una serie de traducciones, como las versiones en inglés de Narcissu y Tsukihime.

### Proportional ONScripter
PONScripter (abreviatura de "proportional OnScripter") es una rama de ONScripter-EN. Su objetivo declarado es ofrecer un blanco fácil para portabilidad de los proyectos de traducción, con énfasis en idiomas occidentales. PONScripter ha hecho modificaciones al pesado código base de ONScripter-EN, y es deliberadamente incompatible hacia atrás.
PONScripter se mantuvo inicialmente por Peter "Haeleth" Jolly. Desde septiembre de 2009, es gestionado por Mion Sonozaki de Futago-tachi, Higurashi el grupo no Naku Koro ni traducción.
A diferencia de ONScripter, PONScripter nativa soporta archivos de comandos codificados UTF-8, así como un conjunto más amplio de tipos de caracteres (tales como fuentes proporcionales, fuentes no TrueType y no latinos), que permite traducir la mayoría de NScripter basada en novelas visuales en cualquier idioma que no sea Inglés (por ejemplo, el texto cirílico está bien representada en ONScripter, y se puede bloquear el juego).
Otra de las características introducidas por PONScripter es el formato de texto, como negrita, itálica, subrayado, tachado, color, tamaño cambiando, y kerning.
WinKiller Studio, un grupo ruso de traducción de la novela visual lanzó Tokoyo no Hoshizora y Natsu no Hi no soportado por PONScripter, y el puerto no oficial de Saya no Uta de su motor original Nitro +.
Conocidas novelas traducidas al inglés que utilizan PONScripter son:
- Narcissu: Side 2nd[4]
- Ballad of an Evening Butterfly
- Saya no Uta[5]

### ONSlaught
Un clon de Ncsripter que se caracteriza por un soporte completo de UTF-8, además de otras mejoras. El objetivo es que sea un completo reemplazo del Nscripter como motor de novelas visuales.